# Healthy-Worker-Effekt
Der Healthy-Worker-Effekt (HWE) bezeichnet einen statistischen Effekt in epidemiologischen Kohortenstudien, der einen besseren Gesundheitsstatus von Beschäftigten als dem der Gesamtbevölkerung aufzeigt. Daher wird die arbeitende Bevölkerung statistisch oft als gesünder ausgewiesen. 
Dies ist dadurch zu erklären, dass innerhalb einer Kohorte Berufstätige einen gewissen Gesundheitszustand aufweisen müssen, um ihre Arbeit ausführen zu können, während in der Gesamtbevölkerung unter anderem auch diejenigen Personen enthalten sind, die krankheitsbedingt arbeitsunfähig sind. Dieser verzerrende Effekt bedingt, dass Vergleiche zur Gesamtbevölkerung in der Regel problematisch sind. Der „Healthy-Worker-Effekt“ kann also zu einer Unterschätzung der arbeitsbedingten Morbidität führen, wofür langjährige Nachtarbeiter im Drei-Schichten-Betrieb ein klassisches Beispiel sind. 
Der Healthy-Worker-Effekt ist eine spezielle Form der Stichprobenverzerrung (englisch selection bias).  